# Isachsen (Wetterstation)

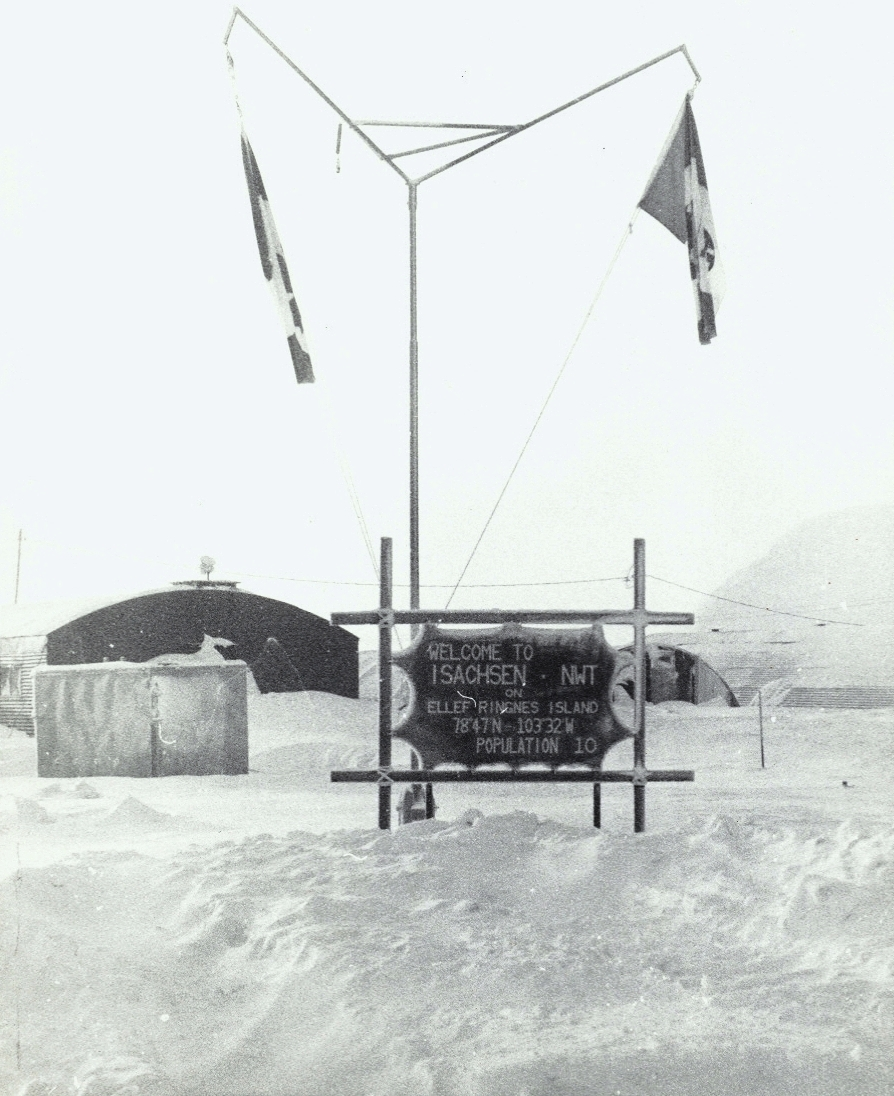
Willkommensschild von Isachsen (1974)

Isachsen war eine arktische Wetterwarte in Nunavut, Kanada. Sie ist heute eine unbewohnte, automatische Wetterstation (WMO-ID: 71074).

## Lage
Isachsen liegt an der Station Bay an der Westküste von Ellef Ringnes Island, die zu der Inselgruppe der Sverdrup-Inseln gehört. Die Station ist nach dem Entdecker der Insel, dem norwegischen Polarforscher Gunnerius Ingvald Isachsen, benannt. Sie verfügt über eine unbefestigte Landepiste (IATA-Flughafencode: YIC, ICAO-Code: CWIC) nordwestlich der Station und hat außer einigen unbefestigten Wegen keine Infrastruktur. Isachsen liegt jedes Jahr ab Ende Oktober für 3 Monate in der kompletten Dunkelheit der Polarnacht.

## Geschichte
Die Wetterwarte nahm ihren Betrieb am 3. April 1948 auf und war die dritte Station eines gemeinsamen kanadisch-amerikanischen Wetterbeobachtungsprogramms. Die regelmäßigen Wetterbeobachtungen begannen am 3. Mai 1948. Das Stationspersonal bestand meist aus acht bis zwölf Mann und wurde zusammen mit Verbrauchsmaterialien von Resolute Bay auf Cornwallis Island aus eingeflogen. Diese Flüge fanden normalerweise zweimal im Jahr, in Frühling und Herbst, statt. Im Sommer konnten aufgrund des aufgeweichten und matschigen Untergrunds, im Winter aufgrund des vielen Schnees keine Flugzeuge landen. Im Sommer 1958 wurde die Station durch vorgefertigte Gebäude, die zusammen mit Arbeitskräften eingeflogen wurden, umfassend umgebaut und erweitert. Am 31. Oktober 1971 zogen sich die Amerikaner aus Isachsen zurück. Im Jahr 1977 wurden von der kanadischen Regierung noch erhebliche Geldmittel in die Modernisierung der Anlagen gesteckt, jedoch führten Haushaltsbeschränkungen und -kürzungen letztendlich zur Stilllegung der Station am 19. September 1978. Die letzten bemannten Wetterbeobachtungen wurden am 31. Juli 1978 durchgeführt. Im Jahr 1989 wurde auf dem Gelände eine automatische Wetterstation installiert, die regelmäßig Informationen über Kommunikationssatelliten sendet. Isachsen ist nunmehr unbewohnt.

## Flugunfälle
Am 20. Mai 1949 verunfallte ein C-82-Transportflugzeug der U.S. Air Force beim Start. Sie lieferte dringend benötigte Ersatzteile für eine defekte C-54-Maschine, um diese noch vor dem Sommer ausfliegen zu können. Die C-54 blockierte das eine Ende der Landepiste, weshalb die C-82 in die andere, ungünstigere Richtung starten musste. Während des Starts berührte das linke Triebwerk eine Schneebank und wurde abgerissen, weshalb das Flugzeug nach links von der Piste abkam und komplett zerstört wurde. Es gab bei dem Unfall keine Verletzten. Der Rumpf des Flugzeugs wurde in die Station gebracht und als Lagerraum verwendet.
Am 9. Oktober 1949 verunfallte eine C-47-Frachtmaschine der U.S. Air Force kurz nach dem Start. Sie hob mehrmals kurz ab und setzte wieder auf. Als sie schließlich in der Luft war, blieb sie an einer Böschung hängen und rutschte ca. 900 Meter über die schneebedeckte Ebene neben der Landepiste. Als Ursachen wurden die Überladung der Maschine und die Eisbildung auf dem Flugzeug verantwortlich gemacht. Die zehn Personen an Bord – davon sechs Soldaten und vier Zivilpersonen – überlebten und nur drei von ihnen erlitten leichte Schnittverletzungen und Prellungen. Sie konnten sich selbständig aus dem Wrack befreien. Es liegt heute noch ca. 3 Kilometer östlich der Wetterstation an der Küste der Station Bay und befindet sich in verhältnismäßig gutem Zustand.
Das Wrack der C-47 ist in einer Szene der Episode Polar Special des Automagazins Top Gear zu sehen.

## Klima

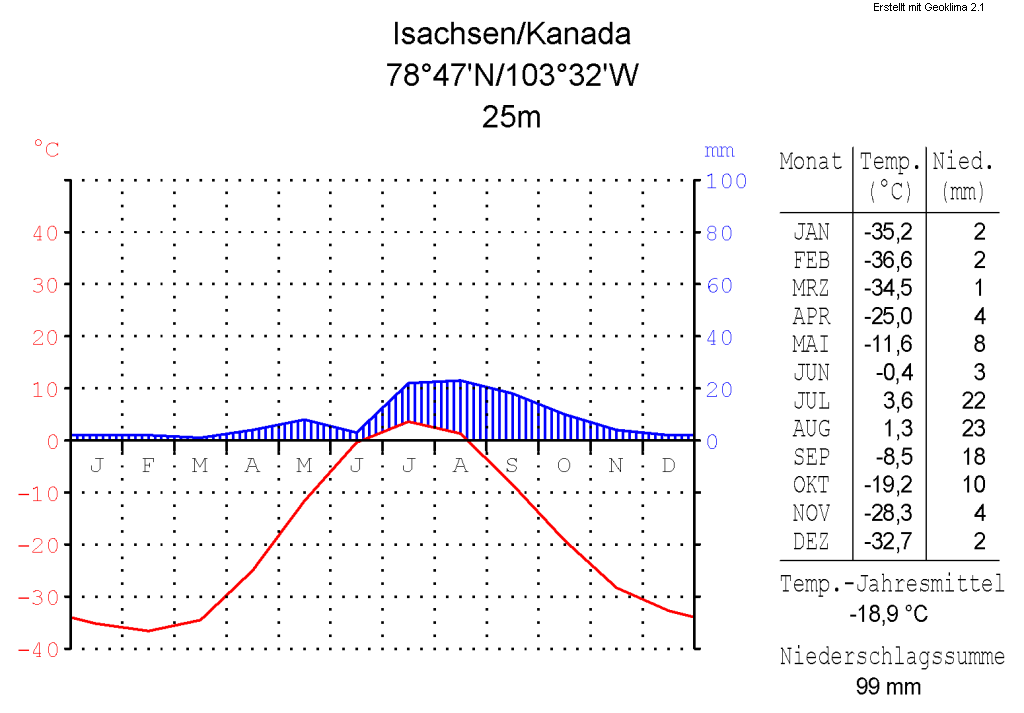
Klimadiagramm der Wetterstation Isachsen

Das Wetter in Isachsen und Umgebung wird oftmals als das schlechteste in Kanada bezeichnet und weist laut dem Environment and Climate Change Canada einen Climate Severity Index (Klima-Schweregrad-Index) von 99 von möglichen 100 Punkten auf.
|                        | Jan   | Feb   | Mär   | Apr   | Mai   | Jun  | Jul  | Aug  | Sep   | Okt   | Nov   | Dez   |   |       |
| Mittl. Temperatur (°C) | −32,0 | −32,2 | −31,0 | −22,7 | −10,3 | 0,8  | 4,5  | 1,2  | −6,7  | −15,9 | −25,0 | −28,7 | ⌀ | −16,4 |
| Mittl. Tagesmax. (°C)  | −17,8 | −19,7 | −18,0 | −13,5 | −5,8  | 10,9 | 13,9 | 11,5 | 0,4   | −4,2  | −8,2  | −17,2 | ⌀ | −5,6  |
| Mittl. Tagesmin. (°C)  | −43,4 | −42,3 | −38,9 | −33,9 | −20,4 | −7,1 | −1,1 | −5,6 | −15,7 | −31,1 | −37,4 | −38,2 | ⌀ | −26,2 |
|                        |       |       |       |       |       |      |      |      |       |       |       |       |   |       |
| Luftfeuchtigkeit (%)   | 73    | 73    | 74    | 83    | 93    | 89   | 83   | 91   | 94    | 89    | 81    | 77    | ⌀ | 83,4  |

| −43,4 |

| −42,3 |

| −38,9 |

| −33,9 |

| −20,4 |

| −7,1 |

| −1,1 |

| −5,6 |

| −15,7 |

| −31,1 |

| −37,4 |

| −38,2 |

| −43,4 |

| −42,3 |

| −38,9 |

| −33,9 |

| −20,4 |

| −7,1 |

| −1,1 |

| −5,6 |

| −15,7 |

| −31,1 |

| −37,4 |

| −38,2 |